# Konkurs Eurowizji dla Młodych Muzyków
Konkurs Eurowizji dla Młodych Muzyków (ang. Eurovision Young Musicians Competition, fr. L'Eurovision des Jeunes Musiciens) – konkurs muzyczny organizowany co dwa lata przez Europejską Unię Nadawców (EBU). W konkursie uczestniczą nastoletni muzycy, wykonujący utwory muzyki poważnej.
Pierwsza edycja konkursu odbyła się w 11 maja 1982 w Manchesterze, zwyciężył w niej Markus Pawlik, pianista reprezentujący Republikę Federalną Niemiec.

## Historia
Format jest zainspirowany plebiscytem „Młody Muzyk Roku”, organizowanym od 1978 przez brytyjskiego nadawcę BBC, który był skierowany do brytyjskich młodych muzyków grających na perkusji, instrumentach klawiszowych, chordofonach oraz aerofonach blaszanych i drewnianych. Brytyjski konkurs wymyślili dwaj byli członkowie redakcji muzycznej BBC, Humphrey Burton i Walter Todds. Zwycięzcą pierwszej edycji plebiscytu został puzonista Michael Hext. Konkurs składał się z pięciu etapów: kwalifikacji regionalnych, kwalifikacji w poszczególnych kategoriach, finałów kategorii, półfinałów i ścisłego finału. Sukces formatu zainspirował EBU do stworzenia europejskiego konkursu w podobnej formule.
Konkurs Eurowizji dla Młodych Muzyków odbywa się co dwa lata, począwszy od 1982. Pierwsza edycja konkursu odbyła się w 11 maja 1982 w Manchesterze i wzięli w niej udział reprezentanci sześciu państw. 
Niektóre państwa organizują krajowe eliminacje w celu wyboru swojego reprezentanta. Początkowo konkurs odbywał się na przełomie maja i czerwca. Przed finałem 19. konkursu w 2016 zadecydowano, by widowisko odbyło się na początku września, gdyż dotychczas termin kolidował z chętniej oglądanym Konkursem Piosenki Eurowizji.

## Format konkursu
W rywalizacji biorą udział muzycy poniżej 18. roku życia. Każde państwo reprezentowane jest przez jednego muzyka, który wykonuje wybrany utwór muzyki klasycznej, z akompaniamentem lokalnej orkiestry. Jury (złożone z muzyczny ekspertów z różnych państw) wybierało najlepszą trójkę konkursu. W 2014 i 2016 kilka dni przed konkursem odbyły się półfinały, w których jury zadecydowało o składzie finału konkursu.

## Udział w konkursie
Możliwość udziału w Konkursie Eurowizji dla Młodych Muzyków ma każdy nadawca publiczny, który jest aktywnym członkiem Europejskiej Unii Nadawców (EBU). Za aktywnego członka organizacji uznaje się krajowego nadawcę, który znajduje się w państwie należącym do Rady Europy bądź położonym na terenie Europejskiej Strefy Nadawców, której terytorium ustalane jest przez Międzynarodowy Związek Telekomunikacyjny

„Europejska Strefa Nadawców” rozgraniczona jest na zachodzie od zachodniej granicy Regionu 1 i na wschodzie przez południk 40° na wschód od Greenwich oraz na południu przez równoleżnik 30°, obejmując północną część Arabii Saudyjskiej i tę część krajów, które sąsiadują z basenem Morza Śródziemnego. Dodatkowo, do Europejskiej Strefy Nadawców zaliczają się także: Armenia, Azerbejdżan, Gruzja oraz te części terytorium Iraku, Jordanii, Syrii, Turcji i Ukrainy, które leżą poza wyżej wymienionymi granicami.

Tym samym aktywne uczestnictwo w Konkursie Piosenki Eurowizji nie jest zależne od geograficznego położenia kraju, na co wskazywałby przedrostek „euro-” w nazwie. W widowisku brało lub bierze udział także kilka państw spoza granic Europy: Izrael, Cypr i Armenia (Azja Zachodnia), a także kraje transkontynentalne, których tylko część powierzchni należy do Europy: Rosja i Gruzja.
Od rozpoczęcia konkursu wzięło w nim udział 41 państw. Każda edycja konkursu odbywa się w jednym z nich, niekoniecznie w tym, które zwyciężyło poprzednią edycję, tak jak to jest w Konkursie Piosenki Eurowizji.
Poniższa tabela prezentuje rok debiutu poszczególnych krajów w stawce konkursowej:
| Rok  | Państwa debiutujące                                              |
| ---- | ---------------------------------------------------------------- |
| 1982 | Austria Dania Francja Niemcy Norwegia Szwajcaria Wielka Brytania |
| 1984 | Finlandia Holandia                                               |
| 1986 | Belgia Irlandia Izrael Jugosławia Szwecja Włochy                 |
| 1988 | Cypr Hiszpania                                                   |
| 1990 | Grecja Portugalia                                                |
| 1992 | Polska Węgry                                                     |
| 1994 | Chorwacja Estonia Litwa Łotwa Macedonia Północna Rosja Słowenia  |
| 1998 | Słowacja                                                         |
| 2002 | Czechy Rumunia                                                   |
| 2006 | Bułgaria Serbia i Czarnogóra                                     |
| 2008 | Serbia Ukraina                                                   |
| 2010 | Białoruś                                                         |
| 2012 | Armenia Bośnia i Hercegowina Gruzja                              |
| 2014 | Malta Mołdawia                                                   |
| 2016 | San Marino                                                       |
| 2018 | Albania                                                          |

## Gospodarze
Większość kosztów konkursu pokrywają sponsorzy komercyjni i składki z krajów uczestniczących w konkursie. Program uznaje się za niepowtarzalną okazję do promocji kraju gospodarza w celach turystycznych. Poniższa tabela przedstawia kraje i miejsca, w których odbywał się Konkurs Eurowizji dla Młodych Muzyków. Przyszłe miejsca napisane są kursywą. Konkurs najczęściej gościła Austria w swojej stolicy – Wiedniu.
| Liczba konkursów | Kraj organizator | Miasto      | Miejsce konkursu                         | Lata                   |
| ---------------- | ---------------- | ----------- | ---------------------------------------- | ---------------------- |
| 6                | Austria          | Wiedeń      | Wiener Musikverein                       | 1990                   |
| 6                | Austria          | Wiedeń      | Konzerthaus                              | 1998                   |
| 6                | Austria          | Wiedeń      | Rathaus Platz                            | 2006, 2008, 2010, 2012 |
| 3                | Niemcy           | Berlin      | Schauspielhaus                           | 2002                   |
| 3                | Niemcy           | Kolonia     | Katedra w Kolonii                        | 2014, 2016             |
| 2                | Norwegia         | Bergen      | Grieghallen                              | 2000                   |
| 2                | Norwegia         | Bodø        | Stormen Konserthus                       | 2024                   |
| 2                | Szwajcaria       | Genewa      | Victoria Hall                            | 1984                   |
| 2                | Szwajcaria       | Lucerna     | Centrum Kulturalno-Kongresowe w Lucernie | 2004                   |
| 2                | Wielka Brytania  | Manchester  | Hala Wolnego Handlu                      | 1982                   |
| 2                | Wielka Brytania  | Edynburg    | Usher Hall                               | 2018                   |
| 1                | Dania            | Kopenhaga   | Radiohuset                               | 1986                   |
| 1                | Holandia         | Amsterdam   | Concertgebouw                            | 1988                   |
| 1                | Belgia           | Bruksela    | Koninklijk Circus                        | 1992                   |
| 1                | Polska           | Warszawa    | Sala koncertowa Filharmonii Narodowej    | 1994                   |
| 1                | Portugalia       | Lizbona     | Centro Cultural de Belém                 | 1996                   |
| 1                | Francja          | Montpellier | Corum                                    | 2022                   |
| 1                | Armenia          | Erywań      |                                          | 2026                   |

## Zwycięzcy poszczególnych edycji

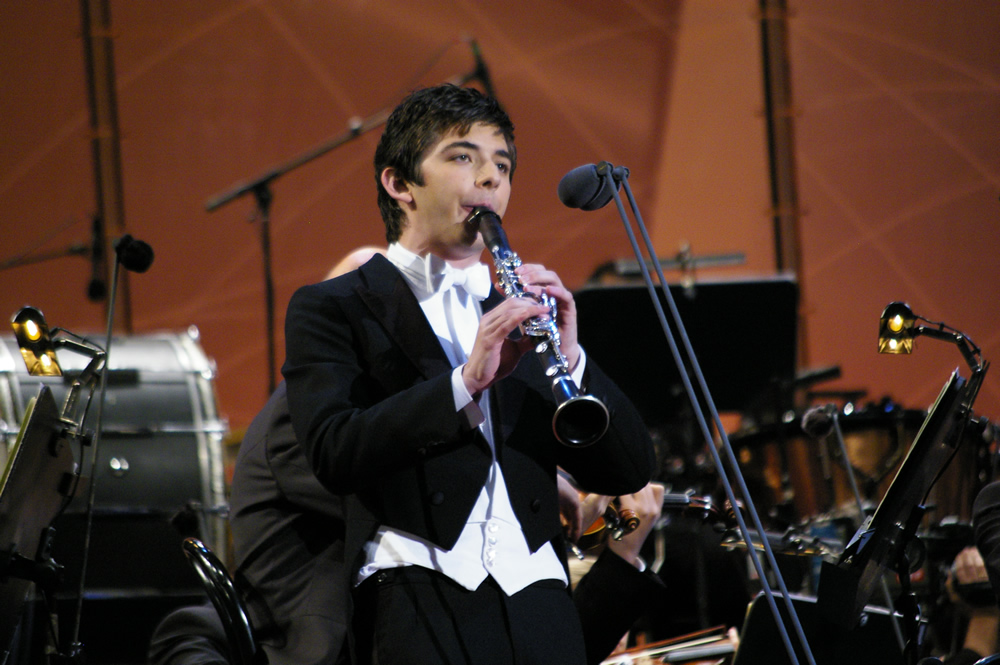
Dionysios Grammenos (Grecja) – zwycięzca konkursu w 2008 roku

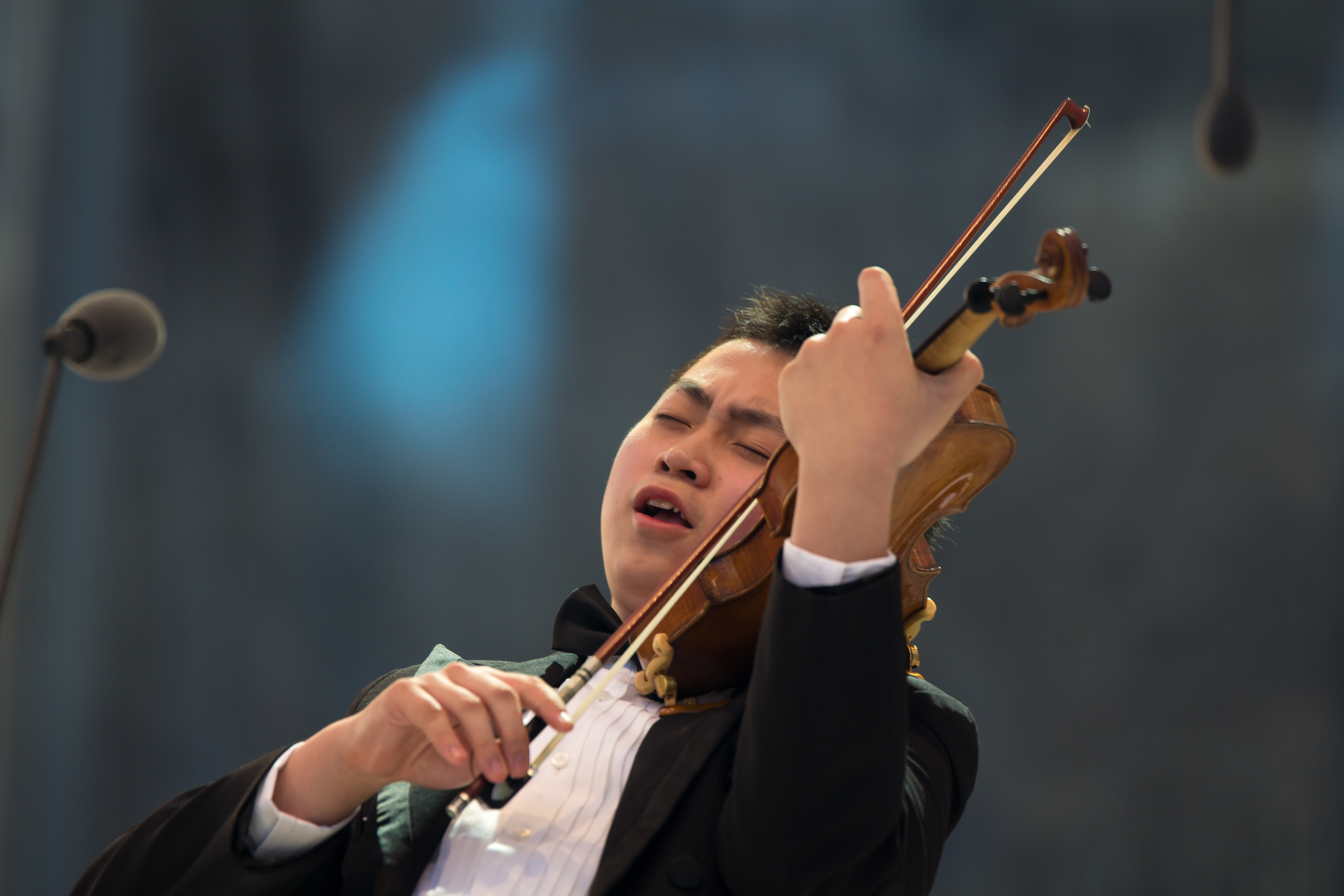
Ziyu He (Austria) – zwycięzca konkursu w 2014 roku

Poniższa tabela przedstawia zwycięzców poszczególnych edycji konkursu
| Rok  | Data        | Miasto      | Liczba uczestników | Kraj zwycięski  | Zwycięzca                 | Instrument      |
| ---- | ----------- | ----------- | ------------------ | --------------- | ------------------------- | --------------- |
| 1982 | 11 maja     | Manchester  | 6                  | Niemcy          | Markus Pawlin             | fortepian       |
| 1984 | 22 maja     | Genewa      | 7                  | Holandia        | Isabelle Van Keulen       | skrzypce        |
| 1986 | 27 maja     | Kopenhaga   | 15                 | Francja         | Sandrine Lazarides        | fortepian       |
| 1988 | 31 maja     | Amsterdam   | 16                 | Austria         | Julian Rachlin            | skrzypce        |
| 1990 | 29 maja     | Wiedeń      | 18                 | Holandia        | Nick Van Oostrum          | fortepian       |
| 1992 | 9 czerwca   | Bruksela    | 11                 | Polska          | Bartłomiej Nizioł         | skrzypce        |
| 1994 | 14 czerwca  | Warszawa    | 24                 | Wielka Brytania | Natalie Clein             | wiolonczela     |
| 1996 | 12 czerwca  | Lizbona     | 17                 | Niemcy          | Julia Fischer             | skrzypce        |
| 1998 | 4 czerwca   | Wiedeń      | 12                 | Austria         | Lidia Baich               | skrzypce        |
| 2000 | 15 czerwca  | Bergen      | 16                 | Polska          | Stanisław Drzewiecki      | fortepian       |
| 2002 | 19 czerwca  | Berlin      | 20                 | Austria         | Dalibor Karvay            | skrzypce        |
| 2004 | 27 maja     | Lucerna     | 19                 | Austria         | Alexandra Soumm           | skrzypce        |
| 2006 | 13 maja     | Wiedeń      | 18                 | Szwecja         | Andreas Brantelid         | wiolonczela     |
| 2008 | 9 maja      | Wiedeń      | 16                 | Grecja          | Dionysios Grammenos       | klarnet         |
| 2010 | 14 maja     | Wiedeń      | 15                 | Słowenia        | Eva Nina Kozmus           | flet poprzeczny |
| 2012 | 11 maja     | Wiedeń      | 14                 | Norwegia        | Elvind Holtsmark Ringstad | altówka         |
| 2014 | 31 maja     | Kolonia     | 14                 | Austria         | Ziyu He                   | skrzypce        |
| 2016 | 3 września  | Kolonia     | 11                 | Polska          | Łukasz Dyczko             | saksofon        |
| 2018 | 23 sierpnia | Edynburg    | 18                 | Rosja           | Iwan Bessonow             | fortepian       |
| 2022 | 26 lipca    | Montpellier | 9                  | Czechy          | Daniel Matejča            | skrzypce        |
| 2024 | 17 sierpnia | Bodø        | 11                 | Austria         | Leonhard Baumgartner      | skrzypce        |
| 2026 |             | Erywań      | 1 (obecnie)        |                 |                           |                 |

### Kraje zwycięskie
| Liczba zwycięstw | Kraj            | Lata                               |
| ---------------- | --------------- | ---------------------------------- |
| 6                | Austria         | 1988, 1998, 2002, 2004, 2014, 2024 |
| 3                | Polska          | 1992, 2000, 2016                   |
| 2                | Niemcy          | 1982, 1996                         |
| 2                | Holandia        | 1984, 1990                         |
| 1                | Francja         | 1986                               |
| 1                | Wielka Brytania | 1994                               |
| 1                | Szwecja         | 2006                               |
| 1                | Grecja          | 2008                               |
| 1                | Słowenia        | 2010                               |
| 1                | Norwegia        | 2012                               |
| 1                | Rosja           | 2018                               |
| 1                | Czechy          | 2022                               |